# Achel
Achel (Ахел) — торговельна марка бельгійського траппістського пива, що виробляється на території однойменного абатства, розташованого у бельгійській провінції Лімбург. За обсягами виробництва (45 тис.дал. пива на рік) — найменш розповсюджене пиво серед усіх семи торговельних марок траппістського пива, чиї сукупні обсяги виробництва сягають 4,6 мільйонів декалітрів на рік. 

## Історія

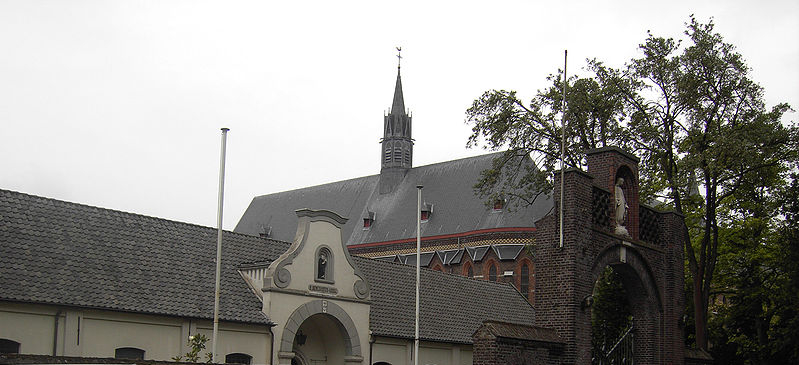
Каплиця абатства Ахел.

Абатство Ахел веде свою історію від каплиці, збудованої 1648 року нідерландськими монахами, яка за сорок років перетворилася на абатство. Під час подій Французької революції монастир було повністю зруйновано.
Абатство було відбудоване 1844 року монахами з бельгійського Вестмалле, які почали займатися сільським господарством на навколишніх землях. Перше пиво на території абатства Ахел було зварене 1852 року, а в 1871 обитель стала траппістським монастирем і броварство стало постійною діяльністю місцевих ченців.
Під час Першої світової війни монахи були змушені залишити абатство, яке опинилося на окупованих німецькими військами землях. Німці розграбували монастир, зокрема демонтувавши пивоварне обладнання, яке містило близько 700 кг міді.
Згодом монахи повернулися до Ахела, однак відновлення пивоваріння на території цього абатства відбулося значно пізніше, лише 1998 року. Побудова нової броварні проходила за сприяння траппістських монахів з абатств Вестмалле та Рошфор, які виробляють одні з найбільш розповсюджених зразків траппістського пива (Westmalle та Rochefort). Перша партія пива Achel для вільного продажу була зварена 2001 року.
Як і у випадку інших траппістських броварень, доходи від продажів пива Achel продовжують традиційно спрямовуватися на забезпечення фінансових потреб абатства та благодійництво.

## Асортимент пива

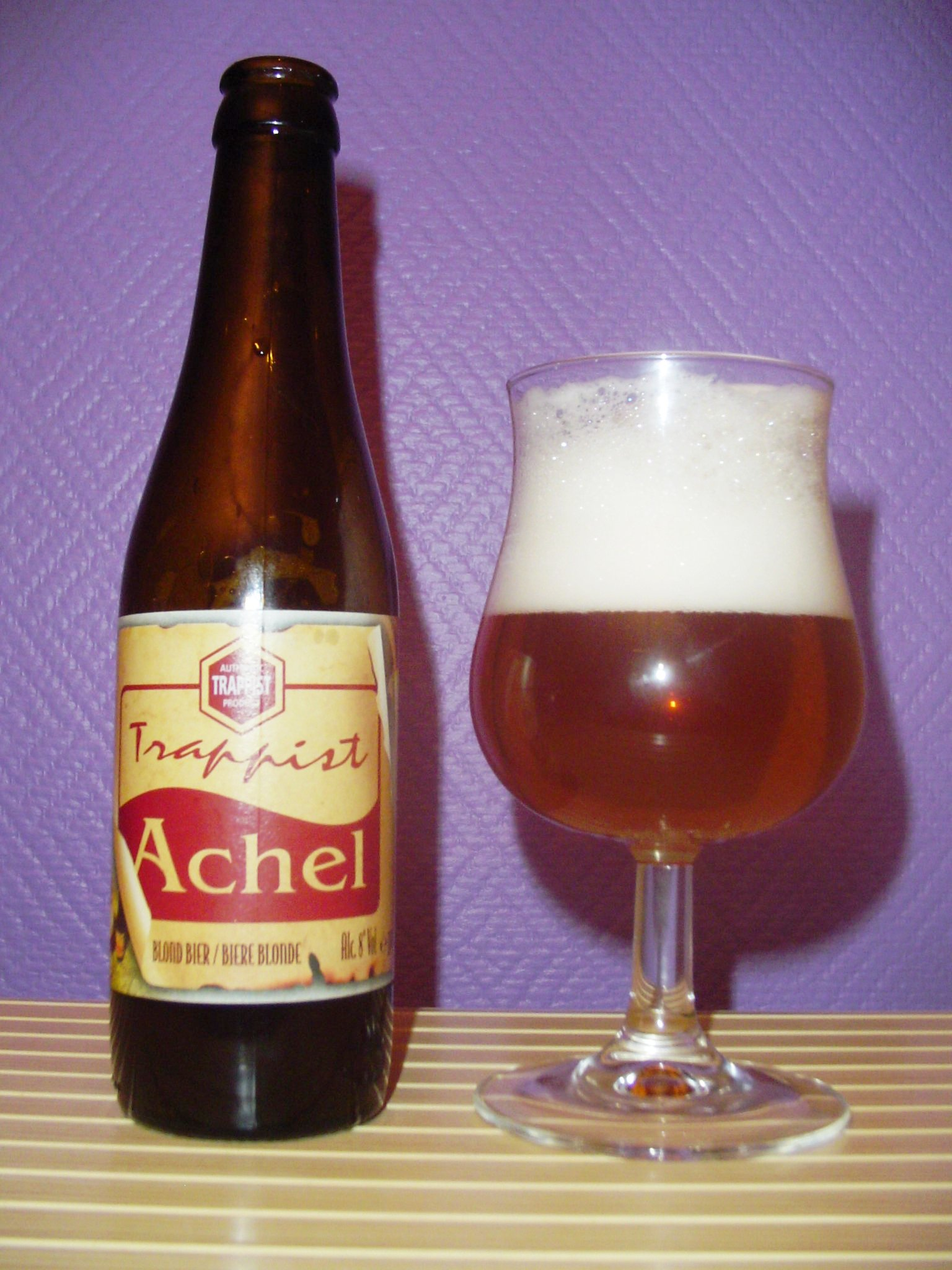
Пиво Achel 8° та фірмовий келих.

Комерційний асортимент пива Achel включає три сорти класичного траппістського пива:
- Achel Blond 8° — міцне світле пиво з вмістом алкоголю 8,0 %.
- Achel Bruin 8° — міцне темне пиво з вмістом алкоголю 8,0 %.
- Achel Extra — міцне темне пиво з вмістом алкоголю 9,5 %, виробляється нерегулярно, розливається виключно у пляшки ємністю 750 мл.

Також броварня випускає ще два сорти пива з меншим вмістом алкоголю, призначених для власних потреб абатства та продажів виключно на розлив на його території (т.зв. Paterbier, пиво отців):
- Achel Blond 5° — світле пиво з вмістом алкоголю 5,0 %.
- Achel Bruin 5° — темне пиво з вмістом алкоголю 5,0 %.